# مجلس قانون‌گذاری تونگا
مجلس قانون‌گذاری تونگا (تونگایی: Fale Alea) دارای ۲۵ عضو است که ۱۷ عضو آن با کسب آرای اکثریت مردم برای یک دوره ۵ ساله در حوزه‌های انتخابیه دارای چند کرسی از طریق سیستم واحد رای غیرقابل انتقال انتخاب می‌شوند. ۸ عضو این مجلس توسط ۳۳ تن از اشراف موروثی تونگا انتخاب می‌شوند. مجلس توسط رئیس مجلس که با اکثریت اعضای منتخب پارلمان انتخاب می‌شود و براساس قانون اساسی توسط پادشاه منصوب و نظارت می‌گردد.